# 巴吉宅邸

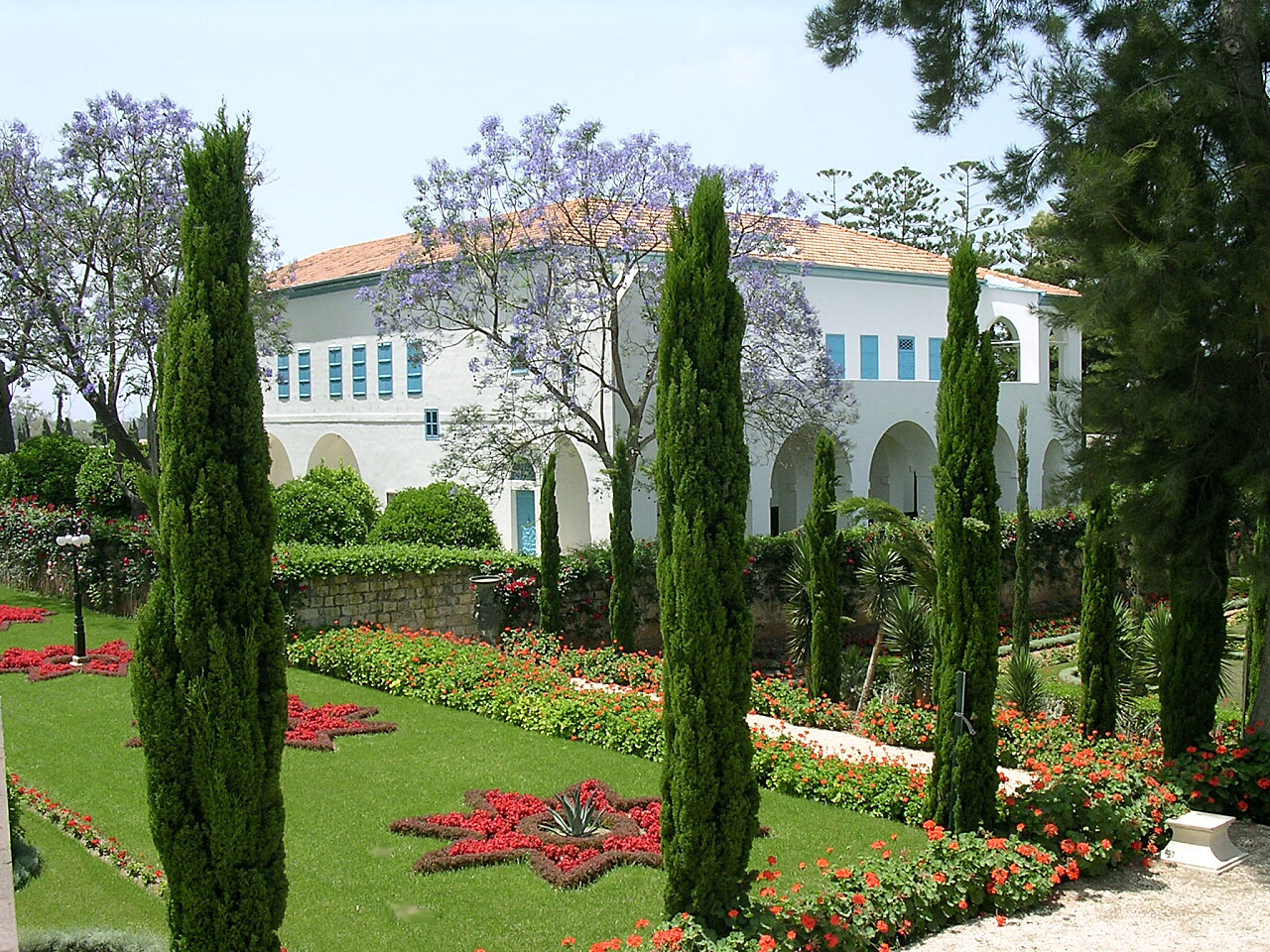

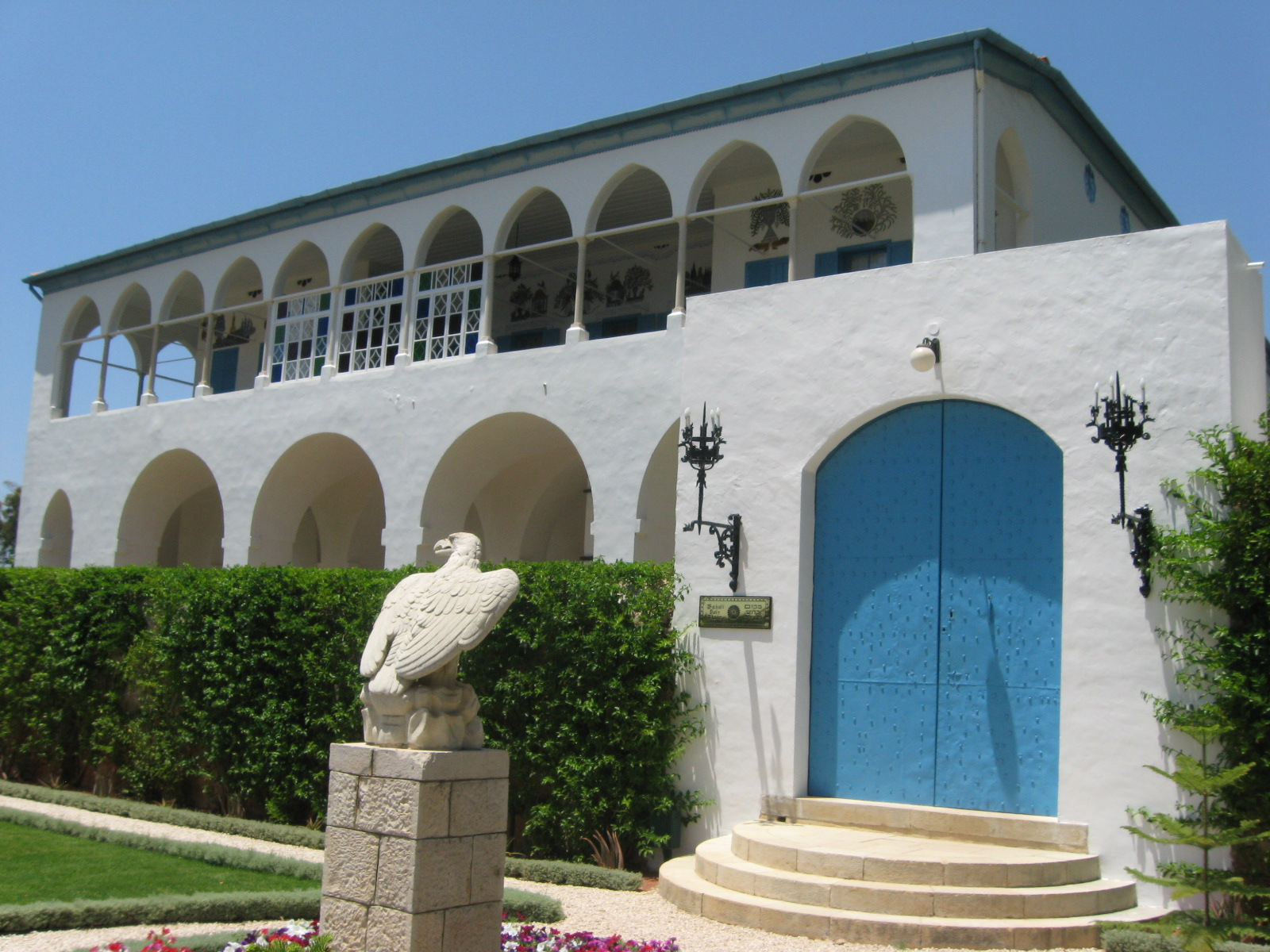
巴吉宅邸

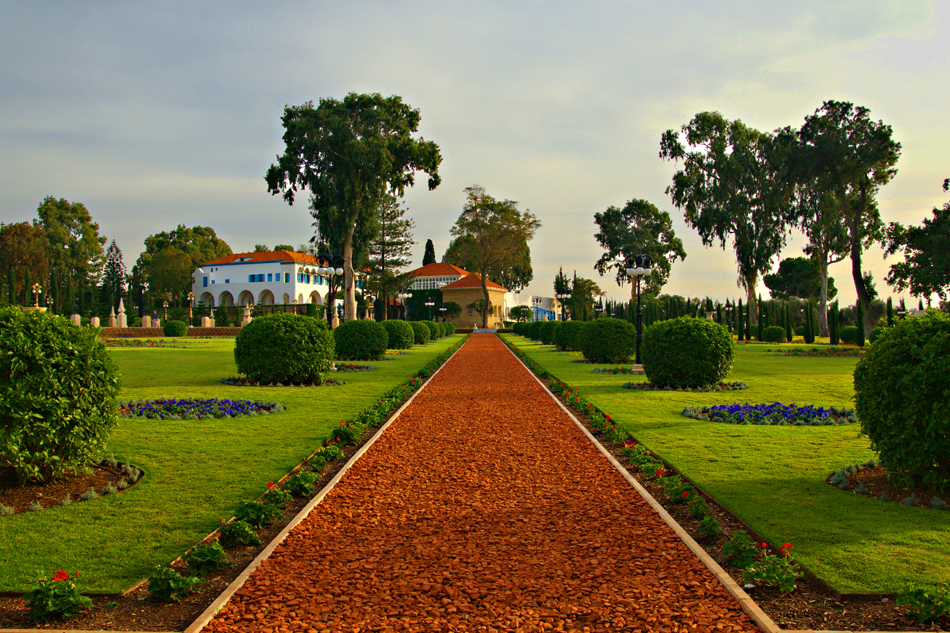

巴吉宅邸（Mansion of Bahjí）是以色列阿卡的一个夏季住宅，巴哈伊信仰的创立者巴哈欧拉于1892年在此去世。巴哈欧拉陵寝就坐落在这栋房子旁边。整个地区被称作"喜悦之地" (Al-Bahjá)。 
该处原本是喜悦花园，属于阿卡的统治者苏莱曼帕夏，并由他命名。1831年易卜拉欣帕夏围攻阿卡时，阿卜杜拉帕夏以此处作为他的总部。